# مهد صلاد
مهد محمد صلاد (بالصومالية: Mahad Salaad)‏ سياسي صومالي، المدير العام السابق لوكالة المخابرات والأمن الوطني، عضو في البرلمان الاتحادي في الصومال، شغل سابقا منصب نائب وزير خارجية الصومال في عام 2014، كما شغل منصب وزير الدولة لشؤون الرئاسة في حكومة عمر عبد الرشيد علي شرماركي.

## نشأته
ولد مهد صلاد في مدينة طوس مريب عام 1980، أكمل تعليمه الأساسي والثانوي في الصومال وكينيا، وحصل على البكالوريوس والماجستير من جمهورية مصر العربية.

## النشاط السياسي
انضم عام 2011 لحزب السلام والتنمية الذي يقوده الرئيس الصومالي حسن شيخ محمود، وفاز بمقعد في البرلمان الاتحادي في الصومال، عام 2012، عُين عام 2013 لوزير خارجية الصومال، كما عين وزيرا للدولة للشؤون الرئاسية في حكومة عمر شارماركي.
عارض حكومة محمد عبد الله فرماجو وكان من أبرز منتقديه، لاسيما في قضية اختفاء إكرام تهليل فارح، حيث اتهم وكالة المخابرات والأمن الوطني، ورئيس الوكالة فهد ياسين بتصفية إكرام تهليل.
عُين مهد صلاد رئيسا لوكالة المخابرات والأمن الوطني في 26 مايو 2022، بعد انتخاب حسن شيخ محمود رئيسا للصومال.
في 4 أبريل 2024 أعلن مهد صلاد استقالته من منصب رئيس وكالة نيسا، وعُين عبد الله محمد علي (سنبللشه) في المنصب خلفا له.